# ホレイス・グラント・アンダーウッド

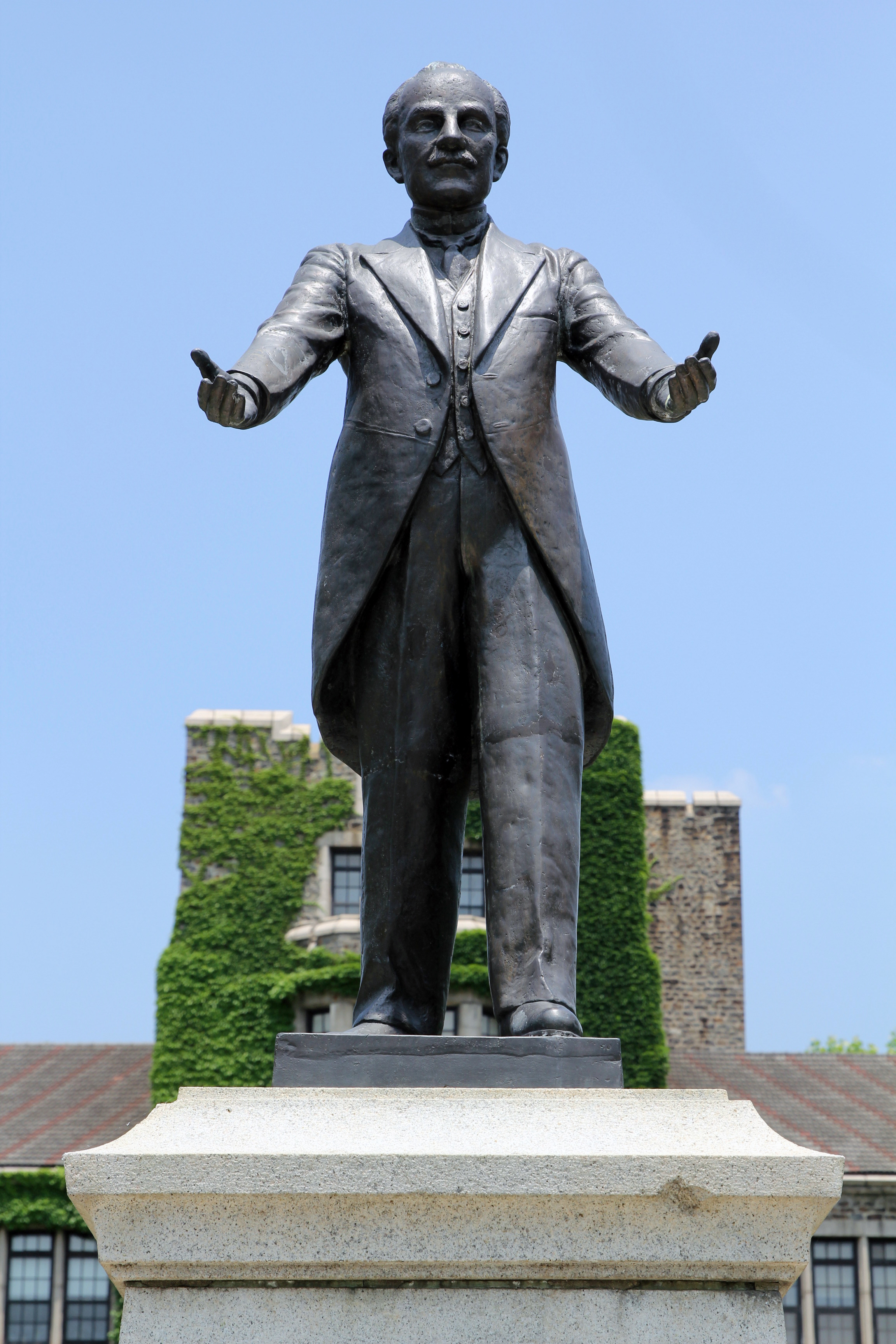
ホレイス アンダーウッド 塑像

ホレイス・グラント・アンダーウッド（Horace Grant Underwood、1859年7月19日 - 1916年10月12日）は、近代朝鮮で活動したプロテスタント（長老派）の宣教師・言語学者・教育者。元 杜尤（ウォン・ドゥウ）の朝鮮名を名乗った。

## 生涯

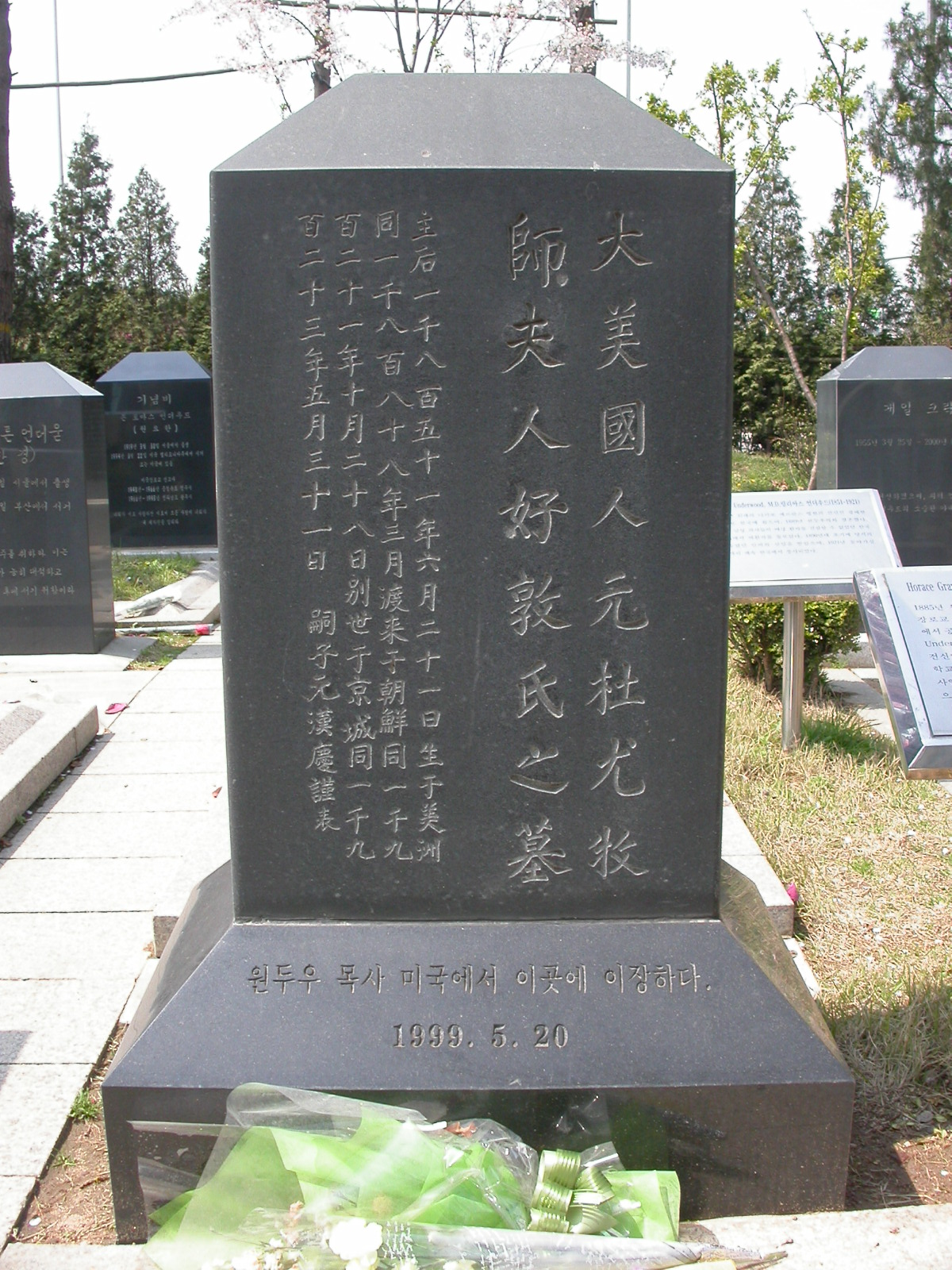
ソウル市麻浦区の楊花津外国人宣教師墓園にあるアンダーウッド夫妻の墓碑

1859年、父ジョン、母エリザベスの四男としてロンドンに生まれる。5歳で母と死別。10歳の時にフランスのカトリック系寄宿学校に入学した。事業に失敗して再起を図る父とともに、13歳でアメリカ合衆国に移住。1877年にニューヨーク大学に入学、1881年卒業。ついでニュージャージー州のニューブラウンズウィック神学校に学んで牧師となり、1884年同神学校を卒業。さらに1年間、海外宣教のため医学を修める。
朝鮮での宣教を志願し、1884年7月に北長老教会海外宣教師に任命され、朝鮮への派遣が決定される。1884年12月16日、サンフランシスコを出港。日本の横浜に到着するが、甲申政変にともなう朝鮮の政情不安や旅費の問題からそのまま横浜に滞在することとなり、当時日本で聖書の翻訳活動などを行っていた朝鮮人キリスト教徒・李樹廷から朝鮮語を学んだ。1885年4月5日、メソジスト教会のH・G・アペンゼラー夫妻とともに朝鮮・仁川に上陸する。
4月7日、漢城に入ったアンダーウッドは、H・N・アレンが開いていた広恵院（のちに済衆院、セブランス医学校を経て現在の延世大学校医学部）で物理と化学を教えた。また、1886年には朝鮮初の近代的孤児院を設立。この孤児院はやがて学校となり、基督教学堂・救世学堂などと称され、1905年に儆新学校に発展した。1915年には朝鮮基督教大学（儆新学校大学部）を設立し、同校は1917年に延禧専門学校となる（現在の延世大学校）。
1887年には朝鮮人信徒と貞洞教会（現・セムナン教会）を設立。また、布教のために朝鮮語の研究にも力を注ぎ、1890年には『韓英辞典』『韓英文法』を発行した。1894年には賛美歌を翻訳したほか、アペンゼラーらと聖書の朝鮮語訳をすすめ、1911年に完成させる上で貢献を果たした。このほか、『キリスト教新聞』発行（1897年）、YMCA設立（1903年）など、朝鮮における初期プロテスタント普及に足跡を残した。
1916年に健康問題のためアメリカに帰国。アトランタで没し、遺体はソウルの外国人墓地に埋葬された。著書に『朝鮮の呼び声』（The Call of Korea、1908年）など。

## 家族
父ジョンは化学技術者であり、インクやタイプライターの製造工場を興した。末兄のジョン・T・アンダーウッドはすぐれた事業家であり、アンダーウッド・タイプライター社（en:Underwood Typewriter Company）を大きく成長させた。
1889年には朝鮮で働いていたアメリカ人医師のリリアス・ホートン（Lillias Horton、1851 - 1921、朝鮮名は元 好敦 ウォン・ホドン）と結婚。子のホレイス・ホートン・アンダーウッド（Horace Horton Underwood、1890 - 1951、朝鮮名は元 韓慶 ウォン・ハンギョン）も朝鮮で活動した。